# By Candlelight
By Candlelight és una pel·lícula de comèdia pre-Codi estatunidenca del 1933 dirigida per James Whale. La pel·lícula està basada en l'obra de teatre austríaca Candle Light de Siegfried Geyer i Karl Farkas, que va ser adaptada a l'escenari de parla anglesa per P. G. Wodehouse. Fou protagonitzada per Elissa Landi, Paul Lukas, Nils Asther, i Dorothy Revier. Una versió musical adaptada per Rowland Leigh, Cole Porter, Robert Katscher i Edwin Gilbert es va estrenar el 1938 sota el títol  You Never Know, però va ser un fracàs crític i de taquilla que es va tancar després de només 78 actuacions.

## Argument
Durant un viatge en tren europeu, el majordom d'un noble Josef (Paul Lukas) és confós amb el seu patró, el príncep Alfred von Romer (Nils Asther), una bella dona, Marie (Elissa Landi), i no fa res per desil·lusionar-la. En el seu moment, arriba el mateix príncep i és confós amb el seu servent.

## Repartiment
- Marie - Elissa Landi
- Josef - Paul Lukas
- Príncep Alfred von Romer - Nils Asther
- Baronessa Louise von Ballin - Esther Ralston
- Comte von Rischenheim - Lawrence Grant
- Comtessa von Rischenheim - Dorothy Revier
- Baró von Ballin - Warburton Gamble
- Ann (La criada) - Lois January

## Recepció crítica
The New York Times va publicar originalment una ressenya que va anomenar By Candlelight "una diversió agradablement divertida. És poc profund i una mica evident en alguns punts, però la seva petita intriga està exposada amb una astúcia admirable per James Whale i altres... El públic d'ahir a la tarda va riure de goig quan el príncep amb botons de llautó va portar el xampany, fent les tasques de majordom de manera meticulosa."
En una revisió retrospectiva, Dave Kehr de The Chicago Reader va descriure By Candlelight com "un esforç oblidat del director de culte James Whale", però va recomanar la pel·lícula, argumentant aquella "comèdia sofisticada, no de terror, probablement era el veritable fort de Whale."
Jim Hoberman de The Village Voice va escriure que "Whale s'especialitzava en comèdia i terror. Alegrement abans del codi, By Candlelight és una farsa d'un dormitori a la planta baixa, basat en el privilegi de classe i la identitat equivocada On Lubitsch podria haver estat suau, Whale inclina l'acció cap a la histèria."
TV Guide la va anomenar una "comèdia agradable amb un aspecte brillant pel talentós i elegant director Whale"; mentre que Allmovie va escriure, "By Candlelight està ple de diàlegs deliciosament dobles pre-Codi i tocs de direcció destres." The Radio Times va dir "James Whale d'Universal Studios, el director estrella del seu famós cicle de terror, envaeix aquí un territori més generalment associat amb Paramount i Ernst Lubitsch, tot i que no estan a l'alçada del nivell de comèdies romàntiques sofisticades de l'estudi rival poblat per aristòcrates, aquesta és una pel·lícula més que respectable, ben dirigida i ben interpretada, especialment per Lukas."

## Adaptació per ràdio
El 9 de juny de 1935 es va presentar una adaptació radiofònica d'una hora a Lux Radio Theatre, amb Robert Montgomery i Irene Purcell.